# SN 2006dq
SN 2006dq – supernowa typu II odkryta 15 lipca 2006 roku w galaktyce UGC 11089. W momencie odkrycia miała maksymalną jasność 18,30m.